# Люич, Живко
Люич Живко (серб. Живко Љујић / Živko Ljujić; 6 сентября 1923, Нова-Варош — ночь с 1 на 2 августа 1942, Горни-Малован) — сербский партизан, участник Народно-освободительной войны Югославии, Народный герой Югославии.

## Биография
Родился 6 сентября 1923 года в Нова-Вароше. Перед Второй мировой войной был учеником. С 1941 года состоял в Коммунистической партии Югославии, в том же году вступил в партизанское антифашистское движение.
В войне командовал 3-й ротой 1-го батальона 3-й пролетарской санджакской ударной бригады. За проявленную храбрость в боях 19 мая 1942 был представлен к Ордену Народного героя Югославии, хотя ему не исполнилось и 20 лет. Инициатором идеи выступил Главный штаб Народно-освободительного движения Санджака:

В боях, в которых мы участвовали вместе с нашими партизанскими товарищами, за всё время в тех боях, в которых участвовал наш 1-й златарский батальон, во всех случаях отличался командир 3-й роты, товарищ Живко Люич. Не просто его рота действовала как единое целое, но и товарищ Живко олицетворяет собой пример героизма, будучи лучшим среди равных. Товарищ Живко всегда первый, хоть и относительно молод (20 лет)…
Оригинальный текст (серб.)У низу акција које смо водили и у којима су се истицали наши другови партизани, кроз цијело то вријеме, у свим тим акцијама у којима је учествовао наш -{I}- златарски батаљон, сваком приликом нарочито се истицао командир III чете, друг Живко Љујић. Не само да је његова чета дејствовала као целина, него је друг Живко примјер херојства и највећи прегалац свакога рада. Друг Живко је свгдје први, иако је релативно млад (20 година)...

Однако до награждения Живко не дожил: в ночь с 1 на 2 августа 1942 он погиб в боях с усташами близ села Горни-Малован, недалеко от Купреса. Тем не менее, званием Народного героя был награждён посмертно 20 декабря 1951 указом Президиума Народной скупщины ФНРЮ.